# Modesto García Nóvoa
Modesto García Nóvoa (Buenos Aires, 1896 - Vigo, 1978) fue un médico y político español.

## Carrera
Sus padres eran naturales de Gomesende y habían emigrado a Argentina a principios del siglo XX, cuando regresaron a Orense. Estudió Medicina en Valladolid y se licenció en esa provincia en 1925. Simpatizante de Izquierda Republicana y admirador de Manuel Azaña, con el golpe de Estado del 18 de julio de 1936 fue detenido y condenado sin juicio a ser recluido en el campo de concentración de las cocheras de los tranvías de Valladolid. Su familia fue objeto de hostigamientos y registros. Fue expulsado del Colegio de Médicos en diciembre de 1936. Fue liberado de prisión en diciembre de 1937 y se le prohibió ejercer su profesión públicamente. Se trasladó a Vigo y se instaló en Canido. Su esposa murió en enero de 1938, dejándolo viudo con tres niños pequeños. En los años cuarenta abrió un despacho en Vigo, pero no fue rehabilitado para el servicio público hasta los años sesenta, y obtuvo plaza en Bayona. Colaboró con la red de oposición antifranquista en Vigo, prestando apoyo y ayuda médica a enlaces guerrilleros y a fugados y prófugos de la zona de Vigo. Fue detenido en varias ocasiones, la más peligrosa el 8 de septiembre de 1947, acusado de sus supuestas actividades políticas. Fue procesado en la causa 438/47 de La Coruña contra Francisco Rey Drox y otros. Finalmente fue puesto en libertad el día 20 porque no se presentaron cargos contra él.